# ألان بورودين
ألان بورودين هو عالم حاسوب كندي، ولد في 1941 في كندا.